# Селище (Сокольский район)
Селище — деревня в Сокольском районе Вологодской области.
Входит в состав Пригородного сельского поселения, с точки зрения административно-территориального деления — в Пригородный сельсовет.
Расстояние по автодороге до районного центра Сокола — 15 км, до центра муниципального образования Литеги — 10 км. Ближайшие населённые пункты — Федюково, Калитино, Коржа.
По переписи 2002 года население — 7 человек.